# Razzie Awards 1984
La 5ª edizione dei Razzie Awards si è svolta il 24 marzo 1985 all'interno della Vine Street Elementary School di Los Angeles, per premiare i peggiori film dell'anno 1984. Le candidature erano state annunciate il giorno prima delle candidature ai Premi Oscar 1985.
Bolero Extasy è stato il film più premiato con sei premi incluso quello di peggior film. Lo stesso film è stato pure il più nominato, con nove candidature, seguito da Nick lo scatenato e La corsa più pazza d'America n. 2 con otto e Dove stanno i ragazzi e Sheena, regina della giungla con cinque nomination.

## Vincitori e candidati
Verranno di seguito indicati in grassetto i vincitori.
Ove ricorrente e disponibile, viene indicato il titolo in lingua italiana e quello in lingua originale tra parentesi.

### Peggior film
- Bolero Extasy (Bolero), regia di John Derek
- La corsa più pazza d'America n. 2 (Cannonball Run II), regia di Hal Needham
- Nick lo scatenato (Rhinestone), regia di Bob Clark
- Sheena, regina della giungla (Sheena), regia di John Guillermin
- Dove stanno i ragazzi (Where the Boys Are '84), regia di Hy Averback

### Peggior attore
- Sylvester Stallone - Nick lo scatenato (Rhinestone)
- Lorenzo Lamas - Body Rock (Body Rock)
- Jerry Lewis - Comiche dell'altro mondo (Slapstick (Of Another Kind))
- Peter O'Toole - Supergirl - La ragazza d'acciaio (Supergirl)
- Burt Reynolds - La corsa più pazza d'America n. 2 (Cannonball Run II), Per piacere... non salvarmi più la vita (City Heath)

### Peggior attrice
- Bo Derek - Bolero Extasy (Bolero)
- Faye Dunaway - Supergirl - La ragazza d'acciaio (Supergirl)
- Shirley MacLaine - La corsa più pazza d'America n. 2 (Cannonball Run II)
- Tanya Roberts - Sheena, regina della giungla (Sheena)
- Brooke Shields - Sahara (Sahara)

### Peggior attore non protagonista
- Brooke Shields - Sahara (Sahara)
- Robby Benson - Harry & Son (Harry & Son)
- Sammy Davis, Jr. - La corsa più pazza d'America n. 2 (Cannonball Run II)
- George Kennedy - Bolero Extasy (Bolero)
- Ron Leibman - Nick lo scatenato (Rhinestone)

### Peggior attrice non protagonista
- Lynn-Holly Johnson - Dove stanno i ragazzi (Where The Boys Are '84)
- Olivia d'Abo - Bolero Extasy (Bolero), Conan il distruttore (Conan the Destroyer)
- Susan Anton - La corsa più pazza d'America n. 2 (Cannonball Run II)
- Marilu Henner - La corsa più pazza d'America n. 2 (Cannonball Run II)
- Diane Lane - Cotton Club (The Cotton Club), Strade di fuoco (Streets of Fire)

### Peggior regista
- John Derek - Bolero Extasy (Bolero)
- Bob Clark - Nick lo scatenato (Rhinestone)
- Brian De Palma - Omicidio a luci rosse (Body Double)
- John Guillermin - Sheena, regina della giungla (Sheena)
- Hal Needham - La corsa più pazza d'America n. 2 (Cannonball Run II)

### Peggior sceneggiatura
- John Derek - Bolero Extasy (Bolero)
- Harvey Miller, Hal Needham e Albert S. Ruddy - La corsa più pazza d'America n. 2 (Cannonball Run II)
- Phil Alden Robinson e Sylvester Stallone - Nick lo scatenato (Rhinestone)
- David Newman, Lorenzo Semple Jr. e Leslie Stevens - Sheena, regina della giungla (Sheena)
- Stu Krieger e Jeff Burkhart - Dove stanno i ragazzi (Where the Boys Are '84)

### Peggior canzone originale
- Drinkenstein, musica e testo di Dolly Parton - Nick lo scatenato (Rhinestone)
- Love Kills, musica e testo di Freddie Mercury e Giorgio Moroder - Metropolis (Metropolis)
- Sex Shooter, musica e testo di Prince - Purple Rain (Purple Rain)
- Smooth Talker, musica e testo di Mark Hudson, David e Michael Sembello - Body Rock (Body Rock)
- Sweet Lovin' Friends, musica e testo di Dolly Parton -  Nick lo scatenato (Rhinestone)

### Peggior colonna sonora
- Bolero Extasy (Bolero), musiche di Peter ed Elmer Bernstein
- Metropolis (Metropolis) e Ladro di donne (Thief of Hearts), musiche di Giorgio Moroder
- Nick lo scatenato (Rhinestone), musiche originali e testi di Dolly Parton, musica arrangiata e diretta da Mike Post
- Sheena, regina della giungla (Sheena), musiche di Richard Hartley
- Dove stanno i ragazzi (Where the Boys Are '84), musiche originali di Sylvester Levay

### Peggior esordiente
- Olivia d'Abo - Bolero Extasy (Bolero), Conan il distruttore (Conan the Destroyer)
- Michelle Johnson - Quel giorno a Rio (Blame It on Rio)
- Apollonia Kotero - Purple Rain (Purple Rain)
- Andrea Occhipinti - Bolero Extasy (Bolero)
- Russell Todd - Dove stanno i ragazzi (Where the Boys Are '84)

### Premio alla carriera
- Linda Blair, regina dell'urlo ridicolo

## Statistiche vittorie/candidature
Premi vinti/candidature:
- 6/9 - Bolero Extasy (Bolero)
- 2/8 - Nick lo scatenato (Rhinestone)
- 1/5 - Dove stanno i ragazzi (Where the Boys Are '84)
- 1/2 - Sahara (Sahara)
- 1/2 - Conan il distruttore (Conan the Destroyer)
- 0/8 - La corsa più pazza d'America n. 2 (Cannonball Run II)
- 0/5 - Sheena, regina della giungla (Sheena)
- 0/2 - Body Rock (Body Rock)
- 0/2 - Supergirl - La ragazza d'acciaio (Supergirl)
- 0/2 - Metropolis (Metropolis)
- 0/2 - Purple Rain (Purple Rain)
- 0/1 - Comiche dell'altro mondo (Slapstick (Of Another Kind))
- 0/1 - Per piacere... non salvarmi più la vita (City Heath)
- 0/1 - Harry & Son (Harry & Son)
- 0/1 - Cotton Club (The Cotton Club)
- 0/1 - Strade di fuoco (Streets of Fire)
- 0/1 - Omicidio a luci rosse (Body Double)
- 0/1 - Ladro di donne (Thief of Hearts)
- 0/1 - Quel giorno a Rio (Blame It on Rio)